# Ehrwald
Ehrwald település Ausztria tartományának, Tirolnak a Reutte járásában található. Területe 49,4 km², lakosainak száma 2 585 fő, népsűrűsége pedig 52 fő/km² (2014. január 1-jén). A település 994 méteres tengerszint feletti magasságban helyezkedik el. Nem sokkal mellette található Németország legmagasabb pontja, a Zugspitze. 
A település részei: Ehrwald, Obermoos, Ehrwald-Schanz, Oberdorf, Unterdorf, Schmiede és Weidach.

## Fordítás
- Ez a szócikk részben vagy egészben  az   Ehrwald című angol Wikipédia-szócikk ezen változatának fordításán alapul.  Az eredeti cikk szerkesztőit annak laptörténete sorolja fel. Ez a jelzés csupán a megfogalmazás eredetét és a szerzői jogokat jelzi, nem szolgál a cikkben szereplő információk forrásmegjelöléseként.